# Scaphytopius goodi
Scaphytopius goodi är en insektsart som beskrevs av Delong 1943. Scaphytopius goodi ingår i släktet Scaphytopius och familjen dvärgstritar. Inga underarter finns listade i Catalogue of Life.